# Gerd Ab
Gerd Ab (em persa: گرداب, também romanizada como Gerd Āb; também conhecida como Gerdāb Langā e Langā) é uma aldeia do distrito rural de Langarud, no condado de Abbasabad, da província de Mazandaran, Irã.
No censo de 2006, sua população era de 328 habitantes, em 83 famílias.